# Laliki
Laliki is een plaats in het Poolse district  Żywiecki, woiwodschap Silezië. De plaats maakt deel uit van de gemeente Milówka en telt 910 inwoners.

## Verkeer en vervoer
- Station Laliki